# Crotalaria brevis
Crotalaria brevis är en ärtväxtart som beskrevs av Karel Domin. Crotalaria brevis ingår i släktet sunnhampor, och familjen ärtväxter. Inga underarter finns listade i Catalogue of Life.